# Miss World 2021
Miss World 2021 – 70. wybory Miss World. Gala finałowa odbyła się 16 marca 2022 w Coca-Cola Music Hall w San Juan. 
Miss World została Miss Polonia 2019, Karolina Bielawska, jako druga po Anecie Kręglickiej Polka. Kolejny konkurs Miss World odbył się dopiero w 2024 roku.

## Rezultaty
| Tytuł           | Laureatka |
| --------------- | --- |
| Miss World 2021 | Polska – Karolina Bielawska |
| I Wicemiss      | Stany Zjednoczone – Shree Saini |
| II Wicemiss     | Wybrzeże Kości Słoniowej - Olivia Yacé |
| Top 6           | Indonezja – Pricilia Carla Yules · Meksyk – Karolina Vidales · Irlandia Północna – Anna Leitch |
| Top 13          | Kolumbia – Andrea Aguilera · Czechy – Karolína Kopíncová · Francja – April Benayoum · Indie – Manasa Varanasi · Filipiny – Tracy Perez · Somalia – Khadija Omar · Wietnam – Đỗ Thị Hà |
| Top 40          | Argentyna – Amira Hidalgo · Bahamy – Sienna Evans · Botswana – Palesa Mofele · Brazylia – Caroline Teixeira · Kamerun – Audrey Monkam · Kanada – Swietłana Mamajewa · Chile – Carol Drpic · Chiny – Jiang Siqi · Dominikana – Emmy Peña · Ekwador – Ámar Pacheco · Anglia – Rehema Muthamia · Gwinea – Nene Bah · Węgry – Lili Tótpeti · Islandia – Hugrún Birta Egilsdóttir · Irlandia – Pamela Uba · Kenia – Sharon Obara · Madagaskar – Nellie Anjaratiana · Malezja – Lavanya Sivaji · Mongolia – Burte-Ujin Anu · Nepal – Namrata Shrestha · Nikaragua – Sheynnis Palacios · Paragwaj – Bethania Borba · Portoryko – Aryam Díaz · Południowa Afryka – Shudufhadzo Musida · Sri Lanka – Sadé Greenwood · Trynidad i Tobago – Gabriella Jukes · Wenezuela – Alejandra Conde |